# Рачинский, Николай Иеронимович
Никола́й Иерони́мович Рачи́нский (1856 — после 1908) — доктор медицины, профессор, заведующий кафедрой акушерства и гинекологии Санкт-Петербургского женского медицинского института.

## Биография
Родился в дворянской семье в Волынской губернии. В 1879 году окончил медицинский факультет Московского университета. В 1883 году получил звание акушера. В 1888 году получил звание доктор медицины, диссертация «К вопросу о микроорганизмах пищеварительного канала: Пептонизирующие белок бактерии в желудке собак при мясной пище». Первые 10 лет своей деятельности посвятил провинции, работая в качестве врача земского, военного, санитарного, городского и куротного. В 1885 году, состоял земским врачом в городе Темникове, основал там медицинское общество, которое избрало его сначала своим председателем, а после его отъезда почётным членом.
Тяжелые в смысле общественной деятельности условия провинциальной жизни заставили его переселиться в Санкт-Петербург, где в 1891 году в качестве ассистента Клинического института Великой княгини Елены Павловны он читал врачам курсы по некоторым разделам практической гинекологии. Курсы пользовались неизменной популярностью и весьма охотно посещались врачами. В 1897 году Николай Иеронимович получил звание доцента Клинического института Великой княгини Елены Павловны. В летние каникулы 1898 и 1899 годов Рачинский был командирован с научной целью институтом за границу. Отчёты об этих командировках Николай Иеронимович представил в ряде докладов в Санкт-Петербургском акушерско-гинекологическом обществе и демонстрации привезённых из-за границы инструментов и препаратов. В 1901 году Рачинский единогласно избран профессором института. В 1904 году Николай Иеронимович возглавил, предложенную ему кафедру в Санкт-Петербургском женском медицинском институте, где заведовал вновь сооружённой и превосходно обставленной «Московской» акушерско-гинекологической клиникой.
Обладая редким даром слова, умением сжато, кратко, но ясно, толково и понятно передавать научные истины, профессор Рачинский дошёл в изложении избранного им отдела до такого совершенства, что в этом отношении не имел себе равных среди преподавателей института. Курс его всегда охотно посещали слушатели, так как под его руководством можно было хорошо ознакомиться во время практических занятий не только с приёмами гинекологического массажа, но и вообще с методами гинекологических исследований.
Из научных работ наибольшей популярностью пользовалось его руководство «Массаж и гимнастика при женских болезнях».
Николай Иеронимович Рачинский был членом Акушерско-гинекологическое общества, Пироговского общества русских врачей, Микробиологического общества; членом организационного комитета 5-го международного акушерско-гинекологического съезда и членом комиссии академического союза для выработки устава высших учебных заведений.

## Труды
- К вопросу о микроорганизмах пищеварительного канала : Пептонизирующие белок бактерии в желудке собак при мясной пище : Дис. на степ. д-ра мед. Н. Рачинского / Из Лаб. проф. А. Ф. Баталина при Воен.-мед. акад. — Санкт-Петербург : тип. П. Вощинской, 1888. — 50 с., 2 л. ил.; 24. — (Серия диссертаций, защищавшихся в Военно-медицинской академии в 1887/8 году; № 70).
- О применении гапсальских грязевых ванн на основании физиологических данных / [Соч.] Д-ра мед. Н. Рачинского. — Санкт-Петербург : паровая скоропеч. П. О. Яблонского, 1890. — [2], 50 с.;
- Случай операции энтеро-цервикальной фистулы / (Из Гинекол. отд-ния проф. Д. О. Отта в Клинич. ин-те); [Соч.] Н. Рачинского. — [Санкт-Петербург] : тип. С. И. Худекова, [1892]. — 4 с. ;
- Массаж и гимнастика при женских болезнях : Из лекций, чит. в Клин. ин-те вел. княгини Елены Павловны 1891—1895 гг. / [Соч.] д-ра Н. И. Рачинского; С предисл. проф. Д. О. Отта. — Санкт-Петербург : К. Л. Риккер, 1895. — IV, [2], 99 с. : ил.;
  - Массаж и гимнастика при женских болезнях : Из лекций, чит. в Клин. ин-те вел. княгини Елены Павловны 1891—1895 гг. / [Соч.] д-ра Н. И. Рачинского; С предисл. проф. Д. О. Отта. — 2-е изд., испр. — Санкт-Петербург : К. Л. Риккер, 1905. — VI, [2], 104 с. : ил.;
- Несколько замечаний по поводу доклада д-ра Э. Ф. Черневского: «Акушерство по немецким учебникам новейшего времени» : Чит. в заседании Акуш.-гинекол. о-ва в С.-Петербурге 18 апр. 1896 г. / [Соч.] Н. И. Рачинского. — [Санкт-Петербург] : С.-Петерб. губ. тип., [1896]. — 8 с.;
- О смешанном брюшном шве после чревосечения : Доложено в извлечении на XII Междунар. съезде врачей в Москве / [Соч.] Н. И. Рачинского; (Из гинекол. отд-ний проф. Д. О. Отта в Клинич. ин-те вел. княгини Елены Павловны и в Клинич. повивальном ин-те). — [Санкт-Петербург] : С.-Петерб. губ. тип., [1897]. — 12 с., 2 л. ил.;
- К вопросу о так называемой «pseudomyxoma peritonei» / [Соч.] Н. И. Рачинского; (Из Гинекол. отд-ния проф. Д. О. Отта Клинич. ин-та). — [Санкт-Петербург] : С.-Петерб. губ. тип., [1897]. — 10 с.;
- Сосудораздавливание с кровоостанавливающей целью : Доложено в заседании Акуш.-гинекол. о-ва в С.-Петербурге 17 дек. 1898 г. / [Соч.] Н. Рачинского; (Из Гинекол. отд-ния проф. Д. О. Отта в Клин. ин-те в. к. Е.П.). — [Санкт-Петербург] : С.-Петерб. губ. тип., [1898]. — 8 с.;
- Из наблюдений по клиникам Парижа : (Сообщ. в Акушерско-гинекол. о-ве в С.-Петербурге 17 дек. 1898 г.) / [Соч.] Н. И. Рачинского. — [Санкт-Петербург] : С.-Петерб. губ. тип., [1899]. — 22 с. ;
- Об удалении придатков матки через влагалище : [Доклад Секции акушерства и женск. болезней на VII Съезде врачей в память Пирогова в Казани] / Н. И. Рачинский; Из Гинекол. отд-ния проф. Д. О. Отта в Клин. ин-те в. к. Е.П. и из Клин. повивал. ин-та. — Санкт-Петербург : С.-Петерб. губ. тип., 1899. — [2], 10 с.;
- Секция акушерства и женских болезней на VII Съезде врачей в память Пирогова, в Казани : [Доклад Акушерско-гинекол. о-ву в Петербурге 13 мая]. — Санкт-Петербург : С.-Петерб. губ. тип., 1899. — [2], 8 с. ;
- Акушерство в Париже : [Доклад Акушерско-гинекол. о-ву в С.-Петербурге 20 апр. 1900 г.] / Н. И. Рачинский. — Санкт-Петербург : С.-Петерб. губ. тип., 1900. — 27 с.;
- Микроскопические препараты на Акушерско-гинекологическом съезде в Амстердаме : [Доклад Акушерско-гинекол. о-ву в С.-Петербурге в ноябрьск. заседании 1899 г.] / Н. И. Рачинский. — Санкт-Петербург : С.-Петерб. губ. тип., 1900. — 8 с., 1 л. ил.;
- Главные моменты в истории развития акушерства : (Вступит. лекция, чит. в Жен. мед. ин-те 24 янв. 1901 г.) / [Соч.] Н. И. Рачинского. — [Санкт-Петербург] : С.-Петерб. губ. тип., [1901]. — 24 с.;
- Маточные камни / [Соч.] Н. И. Рачинского; (Из Клинич. повив. ин-та и из Гинекол. отдел. Клинич. ин-та в. кн. Ел. П.). — [Санкт-Петербург] : тип. А. Бенке, ценз. 1901. — 6 с., 1 л. ил.;
- Об акушерских щипцах / Проф. Н. И. Рачинский. — Санкт-Петербург : тип. Дома призрения малолетних бедных, 1903. — 26 с., 1 л. ил. : ил.;
- Об удалении придатков матки через влагалище [Текст] : Доклад… / [Соч.] Н. И. Рачинского. — [Б. м.] : [б. и.], [19--]. — 10 с.;
- О бугорчатке женских половых органов / Проф. Н. И. Рачинский. — Санкт-Петербург : С.-Петерб. губ. тип., 1904. — 14 л. граф., 3 л. ил. ;
- Речи на открытии Общества борьбы с раковыми заболеваниями в Петербурге, 1-го мая 1908 г. / Проф. Н. И. Рачинский, проф. В. Ф. Снегирев, чл. Гос. думы А. И. Шингарев, проф. А. М. Левин. — Санкт-Петербург, 1908. — 32 с.;